# Dimityr Iliew (ur. 1975)
Dimityr Władimirow Iliew (bułg. Димитър Владимиров Илиев, ur. 2 sierpnia 1975 w Sofii) – bułgarski kierowca rajdowy i wyścigowy, a także wykładowca, ośmiokrotny rajdowy mistrz Bułgarii, w latach 2023–2024 minister młodzieży i sportu.

## Życiorys

### Kariera sportowa
Jest synem rajdowca Władimira Iliewa. Karierę w rajdach rozpoczął w 1995 od startów Volkswagenem Golfem GTi 16V. Rok później zajął czwarte miejsce w klasyfikacji generalnej mistrzostw Bułgarii. W 1997 roku rywalizował Fordem Escortem RS Cosworth, a od sezonu 1998 jego podstawowym samochodem był Peugeot 306 w wersji Maxi i S16. W 2000 zwyciężył w rajdach: Interspeed, YU, Sosser Sliven i Hebros, wygrał także klasę w Rajdzie 1000 Miglia. Te wyniki pozwoliły mu na wygranie mistrzostwa kraju i zajęcie siedemnastego miejsca w mistrzostwach Europy. Rok później odniósł trzy zwycięstwa, skutecznie broniąc mistrzostwa i zajmując czternastą pozycję w mistrzostwach Europy. W 2002 zadebiutował Mitsubishi Lancerem Evo VII w mistrzostwach świata. Najlepiej ukończył Rajd Korsyki, finiszując na dziewiętnastym miejscu w klasyfikacji generalnej i na 2. w klasyfikacji PRWC. W klasyfikacji samochodów produkcyjnych zajął na koniec sezonu ósmą pozycję. Na sezon 2003 zmienił pojazd na Peugeota 206 S1600 i uczestniczył w rywalizacji w mistrzostwach świata w cyklu Junior WRC. W Rajdzie San Remo zajął trzecie miejsce w klasyfikacji JWRC, a na koniec sezonu był trzynasty. W 2004 wrócił do startów w mistrzostwach Bułgarii, rywalizując Mitsubishi Lancerem Evo VII. Został wówczas wicemistrzem kraju, podobnie jak w następny roku. Ponadto w 2005 był dwunasty. w mistrzostwach Europy. W sezonie 2006 korzystał z Mitsubishi Lancera Evo IX. W ramach mistrzostw Bułgarii wygrał wówczas siedem eliminacji i zdobył tytuł. W mistrzostwach Europy wygrał natomiast Rajd ELPA, był drugi w Rajdzie Bułgarii i trzeci w Rajdzie Fiata. Te rezultaty umożliwiły mu zajęcie trzeciego miejsca w klasyfikacji końcowej mistrzostw. W 2007 wygrał sześć rajdów w ramach mistrzostw Bułgarii i obronił tytuł, natomiast w mistrzostwach Europy zajął piątą pozycję, wygrywając Rajd 1000 Miglia i Rajd Bułgarii. W sezonie 2008 zdobył trzeci tytuł mistrza kraju z rzędu, wygrywając trzy rajdy. W 2009 był czwarty w kraju.
W sezonie 2010 rozpoczął rywalizację Škodą Fabia S2000. Rok później po zwycięstwie w pięciu rajdach wywalczył kolejny tytuł mistrza kraju. W latach 2012–2013 wygrywał po trzy rajdy, co umożliwiło mu zdobycie odpowiednio siódmego i ósmego tytułu w klasyfikacji generalnej mistrzostw Bułgarii. Ponadto w 2012 zajął piętnaste miejsce w cyklu Intercontinental Rally Challenge oraz dziesiąte w mistrzostwach Serbii. Ogółem wygrał 41 rajdów w ramach mistrzostw Bułgarii. Ponadto w 2008 wystartował Ferrari F430 GT3 w sześciu wyścigach cyklu FIA GT3 European Championship w barwach zespołu Kessel Racing. W 2013 zakończył regularną karierę rajdową, w późniejszych latach brał jednak parokrotnie udział w Rajdzie Bułgarii – w 2019 zwyciężył w nim po raz trzeci w karierze (poprzednio wygrywał w 2007 i 2012).

### Wykształcenie i działalność zawodowa
Uzyskał tytuł magisterium z zakresu sportu samochodowego i motocyklowego na Narodowej Akademii Sportu w Sofii. Doktoryzował się w tej samej dziedzinie. Zajął się działalnością dydaktyczną, dochodząc do stanowiska docenta. Założył i stanął na czele stowarzyszenia kierowców ADAS. Utworzył również akademię bezpiecznej jazdy. W okresie rządu Kiriła Petkowa przez kilka miesięcy pełnił funkcję zastępcy prezesa państwowej agencji do spraw bezpieczeństwa ruchu drogowego. W czerwcu 2023 powołany na urząd ministra młodzieży i sportu w rządzie Nikołaja Denkowa. Stanowisko to zajmował do kwietnia 2024.

## Wyniki w rajdach WRC
| Legenda oznaczeń w tabelach dot. wyników | Legenda oznaczeń w tabelach dot. wyników |
| Oznaczenie                               | Wyjaśnienie |
| ---------------------------------------- | --- |
| Złoty                                    | Zwycięzca |
| Srebrny                                  | 2. miejsce |
| Brązowy                                  | 3. miejsce |
| Zielony                                  | Ukończył, punktował (w klasyfikacji generalnej gdy kierowca był sklasyfikowany oznacza zdobycie punktów w rajdzie poza trzema powyższymi opcjami) |
| Niebieski                                | Ukończył, nie punktował |
| Różowy                                   | Nie ukończył (NU) |
| Czarny                                   | Zdyskwalifikowany (DK) |
| Biały                                    | Nie został zgłoszony (–) |

| Sezon | Zespół               | Samochód                  | 1  | 2  | 3  | 4 | 5  | 6  | 7  | 8 | 9  | 10 | 11 | 12 | 13 | 14 | 15 | 16 | Punkty | Miejsce |
| ----- | -------------------- | ------------------------- | -- | -- | -- | - | -- | -- | -- | - | -- | -- | -- | -- | -- | -- | -- | -- | ------ | ------- |
| 2002  | MRT by Nocentini     | Mitsubishi Lancer Evo VII | –  | 39 | 19 | – | 22 | –  | –  | – | NU | –  | –  | NU | –  | –  |    |    | 0      | –       |
| 2003  |                      | Peugeot 206 S1600         | NU | –  | 26 | – | –  | NU | –  | – | NU | –  | 21 | –  | NU | –  |    |    | 0      | –       |
| 2005  | Boyla Automotorsport | Mitsubishi Lancer Evo VII | –  | –  | –  | – | –  | –  | 35 | – | –  | –  | –  | –  | –  | –  | –  | –  | 0      | –       |
| 2006  | Boyla Automotorsport | Mitsubishi Lancer Evo IX  | –  | –  | –  | – | NU | –  | –  | – | –  | –  | –  | –  | –  | –  | –  | –  | 0      | –       |
| 2010  | Vivacom Rally Team   | Škoda Fabia S2000         | –  | –  | –  | – | –  | –  | 20 | – | –  | –  | –  | –  | –  |    |    |    | 0      | –       |